# انس (یمن)
آنس دهستان بزرگی از توابع استان ذَمار در کشور یمن. جمعیت این دهستان در حدود ۱۷۴۳۳۷ نفر می‌باشد. این دهستان دارای قدمتی تاریخی می‌باشد و در دوران قدیم بنام «أرض الهان ومقری» نامیده می‌شده‌است.
ساکنان این دهستان از چهار قبیلهٔ مشهور در یمن تشکیل یافته شده‌است که به شرح زیر می‌باشند:
- قبیلهٔ العنسی.
- قبیلهٔ الغشم.
- قبیلهٔ الحُماطی.
- قبیلهٔ الکَینَعی.

## وجه تسمیت
وجه تسمیت این دهستان نسبتاً به آنس بن الهان ابن مالک بن زید بن اوسله بر می‌گردد. از مشاهیر این دهستان می‌توان از: «الشیخ الوزیر علی بن احمد بن راجح» و «محسن بن الحسن بن القاسم» نام برد.

## منبع
- المقحفی، ابراهیم، احمد ، (مُعجَم المُدُن وَالقَبائِل الیَمَنِیَة) ، منشورات دار الحکمة، صنعاء، چاپ پنجم، وانتشار سال ۱۹۸۵ میلادی به (عربی).